# Goniobranchus conchyliatus
Goniobranchus conchyliatus es una especie de babosa marina colorida, un nudibranquio dorido, un molusco gasterópodo marino de la familia Chromodorididae.

## Distribución
Esta especie fue documentada por primera vez en Sri Lanka. Está muy extendida en el océano Índico y su coloración es similar al de Goniobranchus Geometricus del océano Pacífico occidental. Se ha informado de la presencia de ambas especies en Sudáfrica.